# NGC 2927
NGC 2927 este o galaxie spirală situată în constelația Leul. A fost descoperită în 21 februarie 1863 de către Heinrich Louis d'Arrest. Se află la o distanță de 107,9 megaparseci de Pământ.